# Михель, Аннелиза
А́нна-Эли́забет Ми́хель (нем. Anna Elisabeth Michel, более известная как А́ннелиза Ми́хель, нем. Anneliese Michel [ˈanəˌliːzə ˈmɪçl̩]; 21 сентября 1952, Лайбльфинг, Бавария, ФРГ — 1 июля 1976, Клингенберг-на-Майне, ФРГ) — немка, погибшая после проведённой над ней серии обрядов экзорцизма. В раннем возрасте Михель пережила первый припадок, после чего у неё была диагностирована височная эпилепсия. Несмотря на проводимое лечение, состояние девушки ухудшалось, и она начала проявлять симптомы психического расстройства. Михель и её семья решили, что она одержима, и обратились к католическому священнику с просьбой произвести изгнание демонов. Обряды продолжались в течение 10 месяцев. В июле 1976 года Михель умерла от истощения и обезвоживания, вызванных её длительным отказом от потребления пищи и воды.
Судебный процесс, последовавший за этим, вызвал широкий резонанс в обществе. Как написала Die Tageszeitung 25 лет спустя, этот процесс стал одним из самых спорных в истории ФРГ. Двум священникам и родителям Аннелизы были предъявлены обвинения в преступном бездействии, приведшем к причинению смерти по неосторожности. По версии обвинения, они воспользовались доверием девушки и побудили её к отказу от лечения, что и привело к смерти. В свою очередь, защита ссылалась на Конституцию Германии, гарантирующую гражданам свободу вероисповедания. В итоге все обвиняемые были признаны виновными и приговорены к 3 годам условного заключения.
История Михель легла в основу многих произведений искусства, в том числе фильма ужасов «Шесть демонов Эмили Роуз».

## Детство

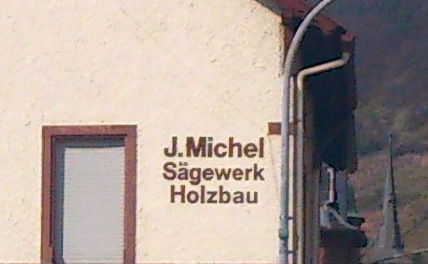
Лесопилка Йозефа Михеля

Аннелиза Михель родилась в баварской коммуне Лайбльфинг с населением чуть больше 3 тысяч человек. Её отец Йозеф Михель вырос в верующей семье. Три сестры его матери были монахинями, и она желала, чтобы сын продолжил семейную традицию и стал священнослужителем. Йозеф предпочёл карьеру плотника. Позднее он прошёл трудовую повинность в Имперской службе труда, затем в составе вермахта ушёл на западный фронт. Был военнопленным США, в 1945 году вернулся на родину и вскоре снова стал работать плотником. Мать Аннелизы Анна окончила женскую гимназию и школу торговли. Работала в офисе своего отца, где и встретила Йозефа. Они поженились в 1950 году. К этому времени у Анны уже была дочь Марта 1948 года рождения. Она умерла в 1956 году от рака почки и была похоронена вне семейного участка на кладбище. Впоследствии Аннелиза считала появление незаконнорождённого ребёнка грехом своей матери и постоянно совершала покаяния за неё. Сама Анна так стыдилась своей внебрачной дочери, что на свадьбе с Йозефом закрывала лицо чёрной вуалью.
Аннелиза воспитывалась в строгости и была предана католической вере. Как сообщается, её родители были глубоко религиозны, отвергали реформы Второго Ватиканского Собора и сочувствовали экстремистским, даже сектантским католическим объединениям. Михель посещала мессу два раза в неделю, пела в церковном хоре и, как отметила The Washington Post, «пока другие дети её возраста бунтовали против власти и экспериментировали с сексом, она, пытаясь искупить грехи наркоманов и сбившихся с пути истинного священников, спала на голом полу в середине зимы».
Детство Аннелизы было счастливым, хотя она и росла слабым и болезненным ребёнком. Аннелиза любила играть на лесопилке отца, брала уроки игры на фортепиано и аккордеоне, хорошо училась и мечтала стать учительницей начальной школы. Помимо Марты, у неё были ещё три сестры: Гертруда (род. 1954), Барбара (род. 1956) и Росвита (род. 1957). В 1959 году Аннелиза поступила в начальную школу в Клингенберге, затем в шестом классе перешла в гимназию имени Карла Теодора Дальберга в Ашаффенбурге.

## Заболевание и попытки лечения
В 1968 году из-за спазма Аннелиза прикусила язык. Уже через год появились странные ночные приступы: Аннелиза из-за дизартрии не могла шевелиться, чувствовала тяжесть в груди, иногда теряла способность говорить и не могла позвать никого из близких. В 1969 году девушка проснулась из-за затруднённого дыхания и с полным параличом тела. Семейный доктор Герхард Фогт посоветовал родителям обратиться в больницу. Была произведена электроэнцефалограмма, которая не показала какие-либо изменения в мозгу Михель. Тем не менее, у неё была диагностирована височная эпилепсия. Девушку госпитализировали в начале февраля 1970 года с диагнозом туберкулёз.
В июне 1970 года Михель пережила третий припадок в больнице, где она на тот момент находилась. Ей были назначены противосудорожные препараты, в том числе фенитоин, которые не принесли должного результата. Тогда же она начала утверждать, что порой перед ней предстаёт «лицо Дьявола». В том же месяце ей был назначен аолепт, схожий по составу с аминазином и использующийся в лечении шизофрении и других психических расстройств. Несмотря на это, она продолжала пребывать в депрессивном состоянии. В 1973 году она начала галлюцинировать во время молитвы, ей слышались голоса, говорившие ей, что она проклята и будет «гнить в аду».
Лечение Михель в психиатрической больнице не помогало, и она все больше сомневалась в эффективности медицины. Будучи ревностной католичкой, она предположила, что стала жертвой одержимости. Позднее она совершила с другом семьи Теой Хайн паломничество в Сан-Джорджо-Пьячентино. Там Хайн пришла к выводу, что Михель одержима, потому как она не могла прикоснуться к распятию и отказывалась пить воду из святого лурдского источника. Вместе со своей семьёй Михель обратилась к нескольким священникам с просьбой провести изгнание демонов. Все они отказались и порекомендовали продолжать лечение. Как сообщили Михель, для экзорцизма необходимо разрешение епископа и абсолютная уверенность в одержимости больного.
В период между приступами Михель не подавала признаков психического расстройства и вела обычную жизнь. В 1973 году она окончила Вюрцбургский университет. Позднее однокурсники описали её как «замкнутую и крайне религиозную». В ноябре 1975 года она успешно прошла экзамены для получения Missio canonica — специального разрешения на выполнение образовательных функций от имени церкви.
Состояние Михель ухудшалось. Она разрывала одежду на теле, ела пауков и уголь, откусила голову мёртвой птице, слизывала собственную мочу с пола. Во время припадков она говорила на разных языках и называла себя Вельзевулом, Каином, Иудой, Нероном, Адольфом Гитлером и другими именами. По сообщениям окружения Михель, иногда демоны даже вступали в пререкания друг с другом, и казалось, что она говорит двумя разными голосами. В ноябре 1973 года ей был назначен карбамазепин. Высказываются мнения, что лечение было недостаточно продуманным и последовательным, в частности, дозы были слишком малы для излечения от столь серьёзного расстройства.
Точный диагноз Михель так и не был установлен. Б. Даннинг приводит в своей статье мнение, что она могла страдать диссоциативным расстройством идентичности, отягощённым шизофренией, а припадки были вызваны хроническим стрессом. Хотя психиатрия того времени была не в состоянии излечить пациентку, но в какой-то степени контролировала заболевание. Михель умерла после того, как отказалась от лечения. Католический священник и исследователь паранормальных явлений Джон Даффи опубликовал в 2011 году книгу о Михель. Он написал, что на основе имеющихся данных можно с уверенностью сказать, что Аннелиза не была одержима. Священник-иезуит и врач-психиатр Ульрих Ниман сказал по поводу инцидента следующее: «Как врач я говорю, что не существует такого явления, как „одержимость“. На мой взгляд, эти пациенты душевнобольны. Я молюсь за них, но само по себе это не поможет. Вы должны работать с ними как психиатр. Но в то же время, когда пациент поступает из Восточной Европы и считает, что он одержим дьяволом, было бы ошибкой игнорировать его систему взглядов». Также было предположение, что, возможно, из-за фильма «Изгоняющий дьявола», который вышел на экраны в 1973 году (именно в то время, когда состояние Михель стало стремительно ухудшаться), она могла узнать о симптомах одержимости и подсознательно «настроила» себя на их проявление.
Антрополог и протестантка по вероисповеданию Ф. Гудман, опубликовавшая о Михель книгу «Аннелиза Михель и её демоны», была одной из тех, кто отстаивал версию об одержимости Аннелизы. В этой же книге она подвергла критике судебный процесс.

## Экзорцизм и смерть

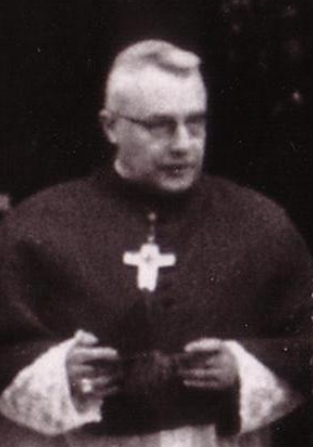
Штангль в 1962 году

Первым священником, откликнувшемся на просьбы Михель, был Эрнст Альт. Он сказал, что девушка не похожа на страдающую эпилепсией, и посчитал, что она в действительности одержима. Михель надеялась на его помощь. В письме ему от 1975 года она писала: «Я никто, всё тщетно, что мне делать, я должна поправиться, молитесь за меня». В сентябре 1975 года епископ Йозеф Штангль, проконсультировавшись с иезуитом Адольфом Родевиком, на основании 1-го параграфа 1172-го канона Кодекса канонического права 1917 года дал разрешение Альту и другому священнику Арнольду или Вильгельму Ренцу на проведение экзорцизма, но велел держать обряды в тайне. Первый обряд был проведён 24 сентября. После этого Михель прекратила приём медицинских средств и полностью доверилась экзорцизму. Было совершено 67 обрядов за 10 месяцев. Они проводились с периодичностью один или два раза в неделю и длились до четырёх часов. 42 обряда были запечатлены на кинокамеру и позднее продемонстрированы в суде по делу о гибели Михель.
Утром 1 июля 1976 года Михель нашли мёртвой в постели. Когда Альту сообщили об этом, он сказал её родителям: «Очистившаяся от сатанинской силы душа Аннелизы понеслась к престолу Всевышнего».
Как показало вскрытие, гибель Михель не была напрямую вызвана экзорцизмом. В какой-то момент она решила, что её смерть неизбежна, и добровольно отказывалась от еды и питья. Михель считала, что её смерть будет искуплением за грехи молодого поколения и отступающих от канонов священнослужителей. Она надеялась, что люди, узнав о её судьбе, поверят в Бога. На момент смерти Михель весила всего 68 или 70 фунтов (около 30 кг) при росте 166 см, страдала пневмонией, её коленные суставы были разорваны от постоянных коленопреклонений, а всё тело было в синяках и открытых ранах. В последние месяцы Михель даже не могла передвигаться без посторонней помощи. Её приходилось привязывать к кровати, чтобы она не наносила себе увечья.
По словам судьи Эймара Болендера, который вёл дело Михель, её смерть можно было предотвратить лечением даже за 10 дней до случившегося.

## Суд
Обстоятельства смерти Михель были столь необычны, что следователям потребовалось два года разбирательств, прежде чем дело было передано в суд. Как позже признался прокурор Карл Штенгер, когда ему сообщили о деле по изгнанию демонов, он сначала принял это за розыгрыш со стороны коллег. Судебный процесс начался 30 марта 1978 года и широко освещался в прессе. Альту, Ренцу и родителям Михель были предъявлены обвинения в преступном бездействии, приведшем к причинению смерти по неосторожности. Адвокатом родителей выступил Эрик Шмидт-Ляйхнер, священников защищали юристы, нанятые церковью. Представители обвинения требовали штрафа или другого соответствующего наказания лишь для священников, в то время как родителей, по их мнению, следовало лишь признать виновными. Это было объяснено тем, что родители Михели и так понесли наказание в виде потери дочери, и до экзорцизма они в течение нескольких лет пытались помочь Аннелизе традиционным лечением.
Врачи, свидетельствовавшие на разбирательстве, сказали, что Михель не была одержима, а страдала психиатрическими проблемами, усугублёнными эпилепсией и религиозной истерией. Защита ссылалась на Конституцию Германии, гарантирующую гражданам свободу вероисповедания. Ренц сказал, что был уверен в одержимости девушки. По словам Альта, он не подозревал о том, что Михель находится в столь тяжелом состоянии, а в противном случае он бы немедленно обратился за помощью. По некоторым данным, Альт обратился к доктору Ричарду Ротху, который сказал Михель: «не существует лекарства от дьявола, Аннелиза».
Все обвиняемые были признаны виновными, а вынесенный приговор был даже строже того, что требовало обвинение. Им было назначено наказание в виде шести месяцев тюремного заключения условно с испытательным сроком в 3 года.

## Память и значение
Гибель Михель вызвала широкий резонанс в Германии и подняла вопрос о границах религиозной свободы. Многие немцы были обескуражены тем, что подобный случай мог произойти в современной европейской стране. Журналист Франц Бартель, освещавший инцидент в прессе, три десятилетия спустя сказал в интервью газете The Washington Post, что он все ещё поражён гибелью Михель и суеверностью её окружения. The Washington Post в статье от 2005 года отметила, что в настоящее время экзорцизм распространён шире, чем принято считать. Так, по данным профессора Клеменса Рихтера во Франции насчитывается до 70 практикующих экзорцистов. В прошедшем в 2005 году польском конгрессе, как сообщается, приняли участие 350 экзорцистов. Германия в этом плане составляет исключение: здесь действуют лишь два или три экзорциста, и они вынуждены совершать свои действия в тайне, пусть и с согласия епископов. Как пишет в своей статье известный скептик Брайан Даннинг, в настоящее время известны множества подобных случаев смертей после изгнания демонов.

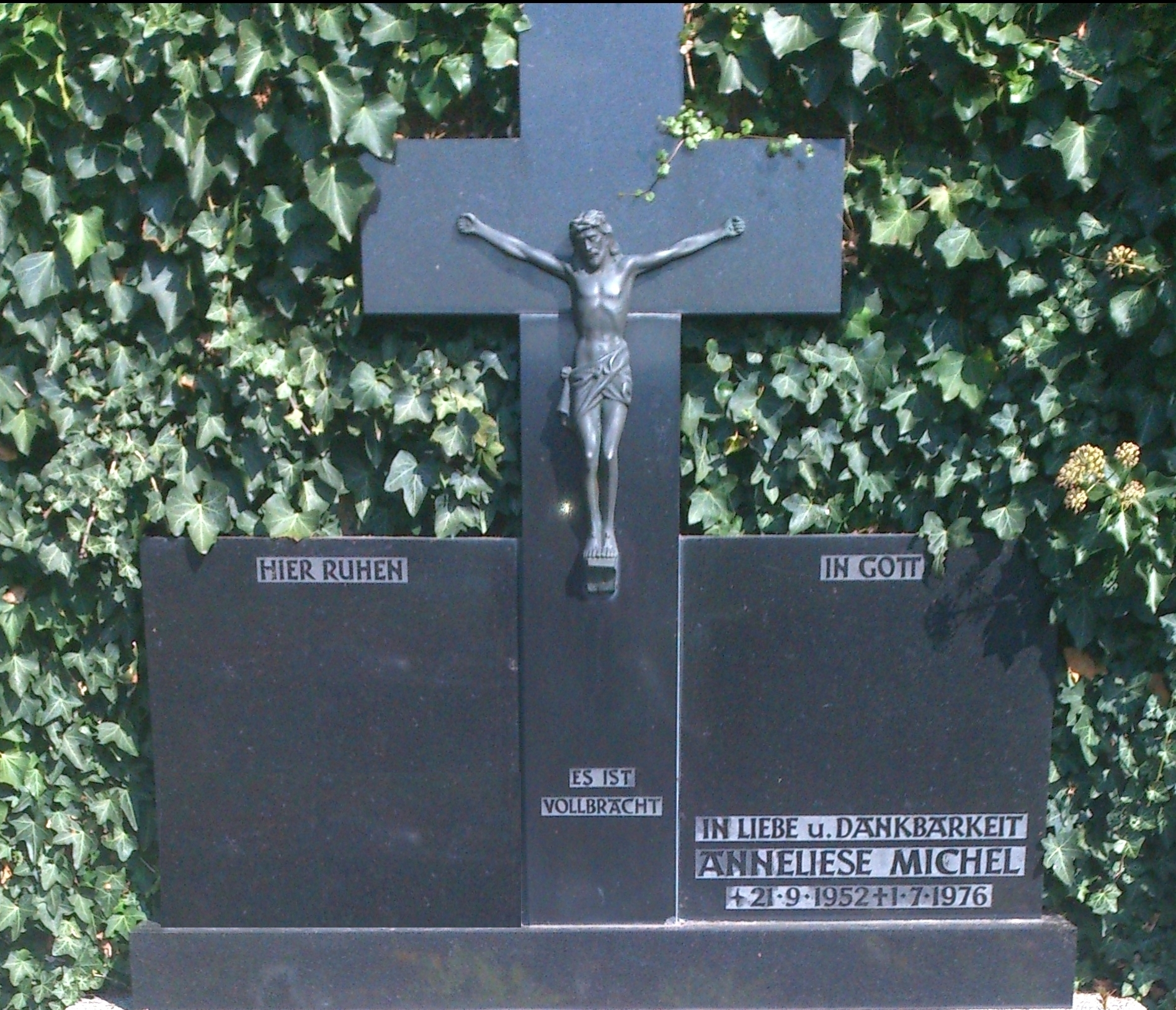
Могильный камень, другие имена затемнены

Михель почитается у небольшой группы католиков как неофициальная святая, её могила является местом паломничества. После суда родители Михель обратились к властям с просьбой дать разрешение на эксгумацию дочери. Официальной причиной было указано то, что в спешке её похоронили в дешёвом гробу. Как позже выяснилось, монахиня-кармелитка из южной Баварии сказала Михелям, что ей было видение о нетленности останков Аннелизы. Согласно официальным отчётам, эта информация не подтвердилась. Впоследствии Альт заявил, что им не позволили лично присутствовать на эксгумации. После этого останки Михель были перезахоронены в дубовом гробу с оловянной отделкой. Также рядом с кладбищем отец Аннелизы возвёл небольшую часовню в память о дочери; родители девушки ходили туда молиться в течение всей жизни. Йозеф Михель умер в 1999 году. Мать Михель в 2005 году сказала в интервью, что не жалеет о проведённом экзорцизме и по сей день считает, что её дочь была одержима и умерла, искупая чужие грехи. В Клингенберге о Михель стараются не говорить, считая её смерть чёрной и постыдной страницей в истории города.

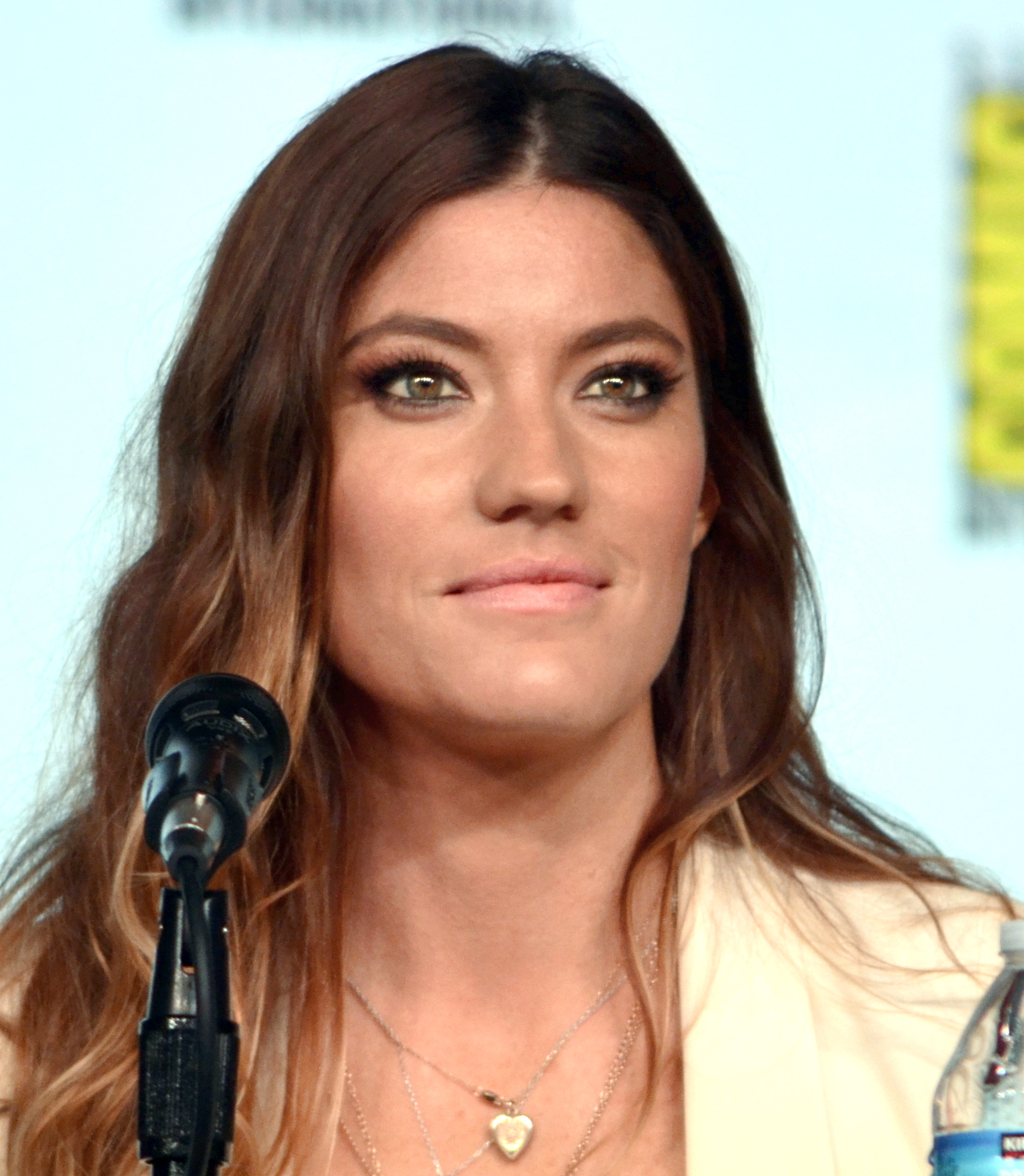
Дженнифер Карпентер, исполнившая роль Эмили Роуз (Михель) в фильме ужасов

После смерти Михель группа немецких богословов сформировала комиссию по изменению обряда экзорцизма, и в 1984 году они обратились с соответствующими предложениями в Ватикан. Было предложено убрать те места, где экзорцист обращается непосредственно к дьяволу. Как следовало из аргументов членов комиссии, такая форма обращения может ещё больше убедить психически нездорового человека в собственной одержимости. На принятие решения ушло 15 лет. Обновлённое описание обряда отличалось значительными изменениями, но наиболее радикальные из предложенных изменений не были приняты.
На основе истории Михель были сняты три фильма: «Шесть демонов Эмили Роуз», «Дневник изгоняющего дьявола» и «Реквием». В роли Михель снялись Дженнифер Карпентер, Николь Мюллер и Сандра Хюллер соответственно.
Брайан Даннинг резко раскритиковал подобные картины:

Кинематографисты эксплуатировали эти жертвы не только чтобы создать «Изгоняющего дьявола», но и множество других плёнок-подражателей, снятых на основе историй конкретных лиц, в том числе Аннелизы. Каждый раз, когда голова Линды Блэр дёргалась, или она плевалась зелёной рвотой, мы смеялись и хорошо проводили время в кинотеатре. «…» Эти жертвы зачастую тяжелобольные люди — у них могут быть медицинские или психиатрические проблемы, которые нуждаются в лечении — они не заслуживают ни подвергаться пыткам, ни быть убитыми по неосторожности, ни того, чтобы их испытание прославили как своего рода страшилку поп-культуры.

В 2013 году дом, где проводились обряды, сгорел. Это возродило интерес к делу Михель и способствовало появлению новых спекуляций относительно его паранормального характера.